# Březina, Jičín
Březina là một làng thuộc huyện Jičín, vùng Královéhradecký, Cộng hòa Séc.